# Gmina Grand Meadow (hrabstwo Cherokee)

Położenie Gminy Grand Meadow w hrabstwie Cherokee

Gmina Grand Meadow (ang. Grand Meadow Township) – gmina w USA, w stanie Iowa, w hrabstwie Cherokee. Według danych z 2000 roku gmina miała 210 mieszkańców, a jej powierzchnia wynosi 94,34 km².